# حزب العمل في بوركينا فاسو
حزب العمل في بوركينا فاسو (بالفرنسية: Parti du Travail du Burkina)‏ كان حزبًا سياسيًا في بوركينا فاسو (فولتا العليا سابقًا).
كان حزبًا ماركسيًا لينينيًا تأسس في عام 1990 باعتباره انشقاقًا عن منظمة الديمقراطية الشعبية - الحركة العمالية من قبل أعضاء سابقين في اتحاد الشيوعيين في بوركينا فاسو. واندمج مع حزب الديمقراطية والتقدم في فبراير 1996.
قُتل الأمين العام للحزب أومارو كليمان ويدراوغو في عام 1991.